# Aéroport de Red Lake
L'aéroport de Red Lake, (code IATA : YRL • code OACI : CYRL), est situé près du village de Red Lake, Ontario, Canada,.

## Compagnies aériennes et destinations
| Compagnies        | Destinations                                               |
| ----------------- | ---------------------------------------------------------- |
| Bearskin Airlines | Sioux Lookout, Thunder Bay, Winnipeg (J. A. Richardson)    |
| North Star Air    | Deer Lake (ON), North Spirit Lake, Pikangikum, Poplar Hill |
| Superior Airways  | Charter: Thunder Bay, Winnipeg (J. A. Richardson)          |
| Wasaya Airways    | Sioux Lookout                                              |

Édité le 07/04/2025